# Quàdruple Aliança
|  | Per a altres significats, vegeu «guerra de la Quàdruple Aliança». |

- Per altres aliances amb el mateix nom, vegeu Quàdruple Aliança (desambiguació)

La Quàdruple Aliança va ser un tractat signat a Londres el 1718 pel Sacre Imperi Romanogermànic, les Províncies Unides dels Països Baixos, França i el Regne de la Gran Bretanya, amb l'objectiu d'unir-se davant la política bel·ligerant d'Espanya, que es negava a acatar les resolucions del tractat d'Utrecht de 1713 relatives a les antigues possessions espanyoles a Itàlia i els Països Baixos. Com a conseqüència de la unió resultant de l'acord, també es coneix com a Quàdruple Aliança al conjunt dels quatre països signants.

## Antecedents
Les condicions pactades en el tractat d'Utrecht de 1713, que va posar fi a la guerra de successió espanyola, incloïen la cessió de diverses possessions espanyoles a Itàlia i els Països Baixos, una cosa que no va ser del grat dels reis d'Espanya Felip V i Isabel Farnese, qui ambicionaven la recuperació dels territoris cedits.
El gener de 1717 les Províncies Unides, Gran Bretanya i França es van unir en la Triple Aliança per enfrontar-se conjuntament a Espanya i obligar-la a acatar les resolucions d'Utrecht. A finals d'any Felip V va ordenar la invasió de les illes de Sardenya i Sicília, cedides respectivament al Sacre Imperi Romanogermànic i a la Casa de Savoia, amb la intenció de recuperar per a Espanya.

## Termes
El 2 d'agost de 1718 els representants de Jordi I de Gran Bretanya, Lluís XV de França, els Estats Generals dels Països Baixos i Carles VI del Sacre Imperi Romanogermànic, van signar a Londres un acord que basant-se en les resolucions del tractat d'Utrecht intentava organitzar un repartiment dels territoris en conflicte que evités una nova guerra a la península italiana. Els acords proposats incloïen:

### Acords entre els països de la Quàdruple Aliança
- Cada un dels signants es comprometia a no agredir, ja no donar asil als enemics de qualsevol altra part signant;
- En cas d'atac per part d'altres països, cadascun dels signants posaria a disposició del país agredit una força de 8.000 soldats d'infanteria i 4.000 de cavalleria (la meitat en el cas de les Províncies Unides), o el seu equivalent en flota naval, en el termini de dos mesos des de la sol·licitud d'ajuda;
- Altres països podrien entrar en l'aliança si tots els estats signants ho convenien unànimement.

### Acords entre el Sacre Imperi Romà i el regne de Sicília
- El rei de Sicília Víctor Amadeu II de Savoia lliuraria a Carles VI el regne de Sicília, aquest a canvi li cediria el regne de Sardenya;
- Víctor Amadeu II conservaria les seves possessions al Ducat de Montferrat i en el Ducat de Milà;
- Carles VI reconeixia el dret de la Casa de Savoia a la successió a la corona d'Espanya, en cas que faltés la descendència de Felip V, si això succeís, Savoia no podria tenir simultàniament territoris a Espanya i Itàlia.

### Acords entre el Sacre Imperi Romà i Espanya
- Espanya hauria tornar el regne de Sardenya al Sacre Imperi Romà, renunciant als seus drets sobre ell;
- Carles VI reconeixia la sobirania de Felip V a la corona espanyola, i es comprometia a no tenir pretensions sobre el tron espanyol, en nom seu i en el dels seus hereus;
- Espanya hauria de renunciar a les seves pretensions sobre les possessions del Sacre Imperi a Itàlia i els Països Baixos, que en el passat havien pertangut a Espanya, i al dret de reversió del regne de Sicília a la corona espanyola, pactat en l'acta de cessió de 10 juny 1713;[4]

a canvi Espanya tindria dret a la reversió del regne de Sardenya;
- Sobre el Gran Ducat de Toscana i el Ducat de Parma i Piacenza, sobre els quals tenien drets de successió tant la reina d'Espanya Isabel Farnese com l'emperador Carles VI: serien considerats feus masculins del Sacre Imperi Romà, i en cas que no hi hagués descendència masculina en aquesta família, passarien a la descendència masculina de la reina d'Espanya. Cap d'aquests territoris podria ser en cap temps posseït pel rei d'Espanya: si per manca de successió de l'emperador Carles VI passaran a la descendència dels reis d'Espanya, el titular del ducat hauria de renunciar al tron espanyol;
- No podria haver tropes espanyoles ni franceses en les dites ducats, les tropes per a la defensa d'aquests territoris estaria a càrrec de les guarnicions dels cantons suïssos, pagats per la triple aliança
- Liorna seguiria sent port franc;
- Defensa mútua dels dos regnes;
- Amnistia per a tots els presoners presos durant la guerra i restitució de les propietats embargades en el transcurs de la guerra.

## Conseqüències
Les condicions proposades en el tractat relatives al repartiment dels territoris a Itàlia no van ser del grat de Felip V, qui va seguir endavant amb les seves pretensions de recuperar els territoris italians. Com a conseqüència de la política bel·ligerant de Felip, el desembre de 1718 la Quàdruple Aliança va declarar la guerra a Espanya. Després de la derrota soferta per Espanya en la guerra de la Quàdruple Aliança, Felip V va acceptar les condicions imposades per l'aliança adherint al tractat el 17 de febrer de 1720 a la Haia.